# Madame Bovary (filme de 1991)
Madame Bovary é um filme franco-teuto-italiano de 1991, dirigido por Claude Chabrol, sendo baseado no livro homônimo do romancista Gustave Flaubert e estrelado pela atriz Isabelle Huppert. O filme situa-se entre a tradição da nouvelle vague e um filme de época do cinema comercial estadunidense e britânico. Foi produzido pela 
MK2.
Antes de ser filmado por Chabrol, o prolixo romance de Flaubert, já tinha sido levado às telas pelo francês Jean Renoir (1933) e pelo norte-americano Vincente Minnelli (1949), ambos cineastas apreciados na revista de crítica cinematográfica Cahiers du Cinema, onde Chabrol trabalhou antes de atuar como diretor ao lado de nomes como Jean-Luc Godard, François Truffaut, Eric Rohmer e Jacques Rivette, que anos mais tarde lançariam conjuntamente o manifesto do novo cinema francês. 
O drama também foi revisto por Agustina Bessa-Luís em seu Vale Abraão, que inspirou o filme de mesmo nome do centenário diretor português Manoel de Oliveira em 1993.

## Sinopse
Charles Bovary, um médico viúvo do interior da França, se casa com Emma, uma moça campesina que estudou no Convento das Ursulinas e vive entediada com o mundo interiorano e da pequena burguesia das províncias da Normandia. Emma passava dias lendo livros de autoria de Walter Scott e Voltaire, porém com as restrições do marido e da sogra, acaba tendo como válvula de escape para seu enfado  os amantes Léon e Rodolphe com quem passa tardes a fio, enquanto seu marido dedica-se integralmente aos doentes e convida para os jantares frequentemente o boticário Homais, com quem vem criando amizade que será fatal para o casal.

## Elenco
- Isabelle Huppert
- Jean-François Balmer
- Christophe Malavoy
- Jean Yanne
- Lucas Belvaux
- Christiane Minazzoli
- Jean-Louis Maury
- Florent Gibassier
- Jean-Claude Bouillaud
- Sabeline Campo
- Yves Verhoeven
- Marie Mergey
- François Maistre
- Thomas Chabrol
- Jacques Dynam
- Henri Attal
- Dominique Zardi